# Peter Neubäcker

Peter Neubäcker in seiner Wohnung in München 2008

Peter Neubäcker (* 26. Juni 1953 in Buer bei Melle, Niedersachsen) ist ein deutscher Musiksoftware-Programmierer, Musiker und Instrumentenbauer. Er lebt in München.

## Werk
International bekannt wurde Peter Neubäcker durch sein auf der Musikmesse Frankfurt 2001 auf einem kleinen Stand vorgestelltes Computerprogramm Melodyne, mit dem sich fertig aufgenommenes, einstimmiges Tonmaterial nachträglich in Zeit und Tonhöhe manipulieren ließ, ohne den Klangcharakter zu verlieren. Zur Vermarktung von Melodyne gründete Peter Neubäcker zusammen mit seiner Frau Hildegard Sourgens und Carsten Gehle die Firma Celemony, zu der im April 2008 20 Mitarbeiter gehörten.
Auf der Musikmesse 2008 stellte die Firma den Prototyp von Neubäckers „Direct Note Access“ (DNA)-Technologie für Melodyne vor, mit der sich Einzelnoten in Akkorden und mehrstimmigem Klangmaterial unabhängig voneinander verändern lassen. Zeitgleich zum Konkurrenzprodukt Prosoniq sonicWORX Pro gehörte Melodyne zu den ersten Programmen, die das ermöglichten. Die Funktionsweise der Technik ist in einem Softwarepatent beschrieben, das Neubäcker angemeldet hat.

## Leben
Peter Neubäckers Eltern Rudolf und Eva besaßen ein Rundfunk- und Fernsehgeschäft in Buer. Von ihren drei Söhnen ist Peter der älteste. 1967 zog die Familie in den Hochschwarzwald. Dort besuchte Peter Neubäcker das Gymnasium, später ein Wirtschaftsgymnasium und schloss dieses 1973 mit dem Abitur ab.
Nach Kontakten mit der Freiburger Hippie-Szene und als Musiker in der Freiburger „Release Music Band“ entschloss sich Neubäcker, nicht zu studieren, sondern sich auf Wanderschaft zu begeben. Dabei gelangte er 1974 in eine christlich orientierte spirituelle Lebensgemeinschaft in der Schweiz und lernte 1977 bei einem Geigenbauer am Bodensee, Musikinstrumente zu bauen. In der Zeit nahm Neubäcker die Korrespondenz mit Rudolf Haase in Wien auf. Haase leitete an der dortigen Musikhochschule den weltweit einzigen Lehrstuhl für Harmonik. Die Harmonik – nicht im strengen Sinne von musikalischer Harmonielehre, sondern eher in der Tradition großer Mathematiker – bestimmte von da an Peter Neubäckers Leben. 1978 wurde er als Kriegsdienstverweigerer zum Zivildienst einberufen. Als er diesen einen Monat nach Beginn auch verweigerte, folgte 1979 eine gerichtliche Verurteilung zu 6 Monaten Gefängnis auf Bewährung. Die Totalverweigerung, so Peter Neubäcker im Rückblick, „war kein pazifistischer oder politischer Akt – sie entsprang schlicht meiner generellen Unfähigkeit, etwas zu tun, das ich nicht selbst bestimme.“
In der Schweiz lernte Peter Neubäcker seine erste Frau kennen – Katharina. 1979 wurde der Sohn Daniel geboren. Im gleichen Jahr verließ er die Familie und zog nach München in eine Wohngemeinschaft. Er verdiente sich seinen Lebensunterhalt mit dem Bau von Lauten und Renaissance-Fideln und begann 1981 eine Ausbildung als Heilpraktiker, die er drei Jahre später abschloss. Während der Ausbildung beschäftigte er sich mit klassischer Homöopathie, Alchemie und Astrologie, wobei ihn die Ästhetik der Himmelsbewegungen interessierte und nicht die Aufstellung von Horoskopen zur Lebensberatung. Aus der Beschäftigung mit der Astrologie entstanden verschiedene Arbeitsmittel für Astrologen, die Neubäcker im eigenen Verlag veröffentlichte, etwa einen schematischen Himmelsglobus (Armillarsphäre) und eine Drehscheibe zur Berechnung und Veranschaulichung der Himmelsstellungen (Astrolabium). Neubäcker gab auch Kurse über Himmelskunde, hielt Vorträge und publizierte in astrologischen Fachzeitschriften. Nach 20 Jahren, 2007, gab er den Verlag an einen Freund ab.
Ab 1984 arbeitete Peter Neubäcker mit dem Freien Musikzentrum München zusammen. Dort organisierte er Veranstaltungsreihen über Harmonik.
1987 kam er mit einem Atari-ST-, später NeXT-Computer zum Programmieren. 1989 lernte er seine heutige Frau, Hildegard Sourgens, kennen, von Beruf Ärztin und Pharmakologin. 1990 rief Neubäcker am Freien Musikzentrum das „Forum experimentelle Musik und Computer“ ins Leben. Er schrieb ausschließlich Programme für sich selbst, vor allem, um mathematische und astrologische Zusammenhänge in Musik umzusetzen. 1992–1999 war er Mitglied des Arbeitskreises Musik und Kunst der Chaos-Gruppe an der TU München; unter seiner Federführung entstand dort das musikalische Magnetpendel.
1997 formulierte Peter Neubäcker im Gespräch mit einem Freund die Frage: „Wie klingt ein Stein?“ Dahinter steckte die Idee, einen Klang aus seiner Abhängigkeit von Tonhöhe und Zeit zu befreien. Aus dem Gedanken entstand der Kern-Algorithmus von Melodyne. Das Konzept ging weit über die damals in Studios verfügbaren Technik der Streckung oder Stauchung eines gegebenen Klanges in der Zeit (Time Stretching und Pitch Shifting) hinaus. Melodyne ist eine Zusammensetzung aus „Melodien“ und „dynamisch“. Die Software-Firmen, mit denen Neubäcker über die Idee und seinen Algorithmus sprach, verstanden ihn nicht. So kam es, dass er mit seiner Frau und seinem Freund Carsten Gehle im Jahr 2000 die Firma Celemony gründete und auf der Musikmesse 2001 in Frankfurt Melodyne erstmals vorstellte. In dem Kunstwort „Celemony“ stecken die Begriffe „Celestial“ und „Harmony“ – himmlische Harmonie. Für Neubäcker nur ein anderer Name für „Harmonik“. Die Frage nach dem tönenden Stein und dem Verständnis von Musik als einem vom Hören losgelösten Phänomen steht im Zentrum eines 2011 erschienenen Filmporträts von Peter Neubäcker.

## Veröffentlichungen
- Mundanpositionen und Mundanaspekte. In: Meridian. Astrologische Fachzeitschrift 2/86, Ebertin Verlag, Freiburg 1986.
- Der Calcium-Prozeß. In: Naturheilpraxis. 11/87, Pflaum Verlag, München 1987.
- Das Spiel – Gedanken zur Willensfreiheit. In: Neptun. Astrologische Fachzeitschrift 9/87, Kaltenecker, München 1987.
- Bilder zur Harmonik. Freies Musikzentrum, München 1988.
- Rudolf Stössel – der Harmoniker. In: Rudolf Stossel: Einblicke – Rückblicke – Lichtblicke. Verlag E. Löpfe-Benz, Rorschach 1989.
- Himmelsmusik. In: Connection Special Astrologie. Connection Verlag, München 1989.
- Symbolische Inhalte der mathematisch-musikalischen Beziehungen in der Pythagoräischen Harmonik. In: Brixener Initiative Musik und Kirche, Symposion 1989, Verlag A. Weger, Brixen 1990.
- Zahlenmandalas. Freies Musikzentrum, München 1991.
- Spiegelpunkte. In: Meridian. Astrologische Fachzeitschrift 5/91, Ebertin Verlag, Freiburg 1991.
- Rhythmen der Solare. In: Meridian. Astrologische Fachzeitschrift 4/91, Ebertin Verlag, Freiburg 1991.
- Was ist Harmonik? In: Die Rückkehr der Musen. Universitätsverlag Konstanz, Konstanz 1992.
- Gedanken zur Horoskopvertonung. In: Meridian. Astrologische Fachzeitschrift 3/92, Ebertin Verlag, Freiburg 1992.
- Standort-Astrologie. In: Meridian. Astrologische Fachzeitschrift 3/94, Ebertin Verlag, Freiburg 1994.
- Harmonik und Glasperlenspiel. In: Harmonik und Glasperlenspiel. Beiträge 1993, Freies Musikzentrum, München 1994.
- Was heißt „Reine Stimmung“? In: Harmonik und Glasperlenspiel. Beiträge 1993, Freies Musikzentrum, München 1994.
- Die Häuser nördlich des Polarkreises. In: Meridian. Astrologische Fachzeitschrift 2/98, Ebertin Verlag, Freiburg 1998.